# كلاب حرب (فلم 2016)
كلاب حرب (War Dogs) هو فيلم كوميدي درامي أميركي من إخراج تود فيليبس ومن تأليفه بمشاركة جايسون سميلوفيتش وستيفن تشين معتمدين على مقالة في مجلة رولينغ ستون كتبها غاي لاوسن في كتابه بعنوان «الأسلحة والرجال» الذي توسع به بالتفاصيل.
يتابع الفيلم تاجري أسلحة هما إيفرام ديفيرولي و ديفيد باكوز، الذين يتلقان عقدا من الجيش الأمريكي لتوريد ذخيرة للجيش الوطني الأفغاني بقيمة 300 مليون دولار تقريبا. موضوع الفيلم هو خيالي ودرامي بشكل كبير. كما أن  بعض الأحداث، مثل القيادة عبر العراق، هي إما اخترع أو بناء على أحداث أخرى منها ما يكون حصل مع كاتب السيناريو ستيفن تشن بحياته الخاصة.
الفيلم من بطولة جونا هيل، مايلز تيلر، آنا دي أرماس و برادلي كوبر الذي شارك في الإنتاج. بدأ التصوير في 2 مارس 2015 في رومانيا. وعرض لأول مرة في مدينة نيويورك في 3 أغسطس 2016 وكان انتج مسرحيا من قبل وارنر بروس بيكتشرز في 19 أغسطس عام 2016. تلقى مراجعات مختلطة من النقاد وحقق أكثر من 86 مليون دولار.

## الممثلون
- جوناه هيل بدور إفرام ديفيرولي
- مايلي تيلر بدور دايفيد باكوز
- أنا ديأرمي بدور عز
- برادلي كوبر بدور هنري جيرارد
- كيفن بولاك بدور رالف سلوتزكي
- باتريك سانيسبير بدور كابتن فيليب سانتوس
- شون توب بدور مارلبورو
- جاي بي بلانك بدور باشكيم
- غابرييل سباهيو بدور إينفر
- باري ليفنغستون بدور إداري في الجيش
- أيدي جايمسون بدور هيلدال، مدبرة منزل
- دايفي باكوز بدور مغني في منزل هيلدايل.

## وصلات خارجية
- الموقع الرسمي
- مقالات تستعمل روابط فنية بلا صلة مع ويكي بيانات

لا توجد روابط لمواقع التواصل الاجتماعي.